# أزيس
أزيس (بالأحرف اللاتينية Azis بالبلغارية Азис) هو مغني بلغاري شهير. ولد في 7 مارس/آذار 1978 في سليفن في عائلة غجرية، واسمه بالولادة Vasil Troyanov Boyanov (بالبلغارية Васил Троянов Боянов) ويعتبر من أهم مطربي الـ«تشالغا» (أي Chalga) في بلغاريا  وهي موسيقى شرقية خاصة ببلاد البلقان بشكل عام، وهو مزيج من الموسيقى الغجرية والشرقية مع اقتباس من الموسيقى البلغارية واليونانية والتركية والعربية. أزيس الذي بدأ شهرته منذ انطلاقته عام 1999 هو مثلي ومشهور بعشرات الأغاني التي تتحدى الحدود الجنسية التقليدية، ويتمتع بشعبية كبيرة داخل بلغاريا وعالميا.

## وصلات خارجية
- أزيس على موقع IMDb (الإنجليزية)
- أزيس على موقع ميوزك برينز (الإنجليزية)
- أزيس على موقع ديسكوغز (الإنجليزية)
- أزيس على موقع قاعدة بيانات الفيلم (الإنجليزية)